# Thallomys shortridgei
Thallomys shortridgei es una especie de roedor de la familia Muridae.

## Distribución geográfica
Se encuentra sólo en Sudáfrica.

## Hábitat
Su hábitat natural es: clima tropical o subtropical, matorrales secos.